# Maria Enriqueta d'Àustria
Maria Enriqueta d'Àustria, reina dels belgues (Budapest 1836 - Spa 1902). Arxiduquessa d'Àustria i princesa d'Hongria i de Bohèmia amb el tractament d'altesa imperial. Pertanyent a la dinastia dels Habsburg-Lorena es casà amb el rei Leopold II de Bèlgica i esdevingué la segona reina dels belgues.
Nascuda a la ciutat de Budapest el dia 23 d'agost de 1836 essent filla de l'arxiduc i palatí d'Hongria, Josep Antoni d'Àustria i de la duquessa Maria Dorotea de Württemberg. L'arxiduquessa Maria Enriqueta era neta per via paterna de l'emperador Leopold II, emperador romanogermànic i de la infanta Maria Lluïsa d'Espanya mentre que per via materna ho era del príncep Lluís de Württemberg i de la princesa Enriqueta de Nassau-Weilburg.
Maria Enriqueta passà la seva infància i joventut a la capital hongaresa, ja que el seu pare exercia de palatí; és a dir, representant de l'emperador austríac a la capital d'Hongria. L'any 1853 es comprometé i es casà amb el príncep hereu i després rei dels belgues Leopold II, fill del rei Leopold I de Bèlgica i de la reina Lluïsa d'Orleans. La parella establerta a Brussel·les tingué quatre fills:
- SAR la princesa Lluïsa de Bèlgica, nascuda a Brussel·les l'any 1858 i morta a Wiesbaden el 1924. Es casà amb el príncep Felip de Saxònia-Coburg Gotha l'any 1875 i del qual es divorcià l'any 1906 a Gotha.

- SAR el príncep Leopold de Bèlgica, nascut al Palau de Laeken l'any 1859 i mort a Brussel·les l'any 1869.

- SAR la princesa Estefania de Bèlgica, nascuda al Palau de Laeken l'any 1864 i morta l'any 1945 al monestir hongarès de Pannonhalma. Es casà en primeres núpcies amb l'arxiduc hereu Rodolf d'Àustria i en segones núpcies amb el príncep Elémer Lónyay de Nagy-Lónya i Vásáros-Namény.

- SAR la princesa Clementina de Bèlgica, nascuda al Palau de Laeken l'any 1872 i morta a Niça l'any 1955. Es casà amb el príncep Víctor Bonaparte.

Maria Enriqueta d'Àustria morí l'any 1902 a la localitat belga de Spa. A la seva mort, el seu marit mantingué una relació amb una artista amb qui hi tingué dos fills. A conseqüència del divorci de la princesa Lluïsa, de la mort del príncep Leopold i del segon casament de la princesa Estafania, Leopold II decidí desheretà tots els seus fills legítims deixant la seva immensa fortuna (l'any 1905 era considerada de 500.000.000 de pessetes i era el desè home més ric del món) a la seva amant i els seus fills il·legítims.